# ジェルバ島

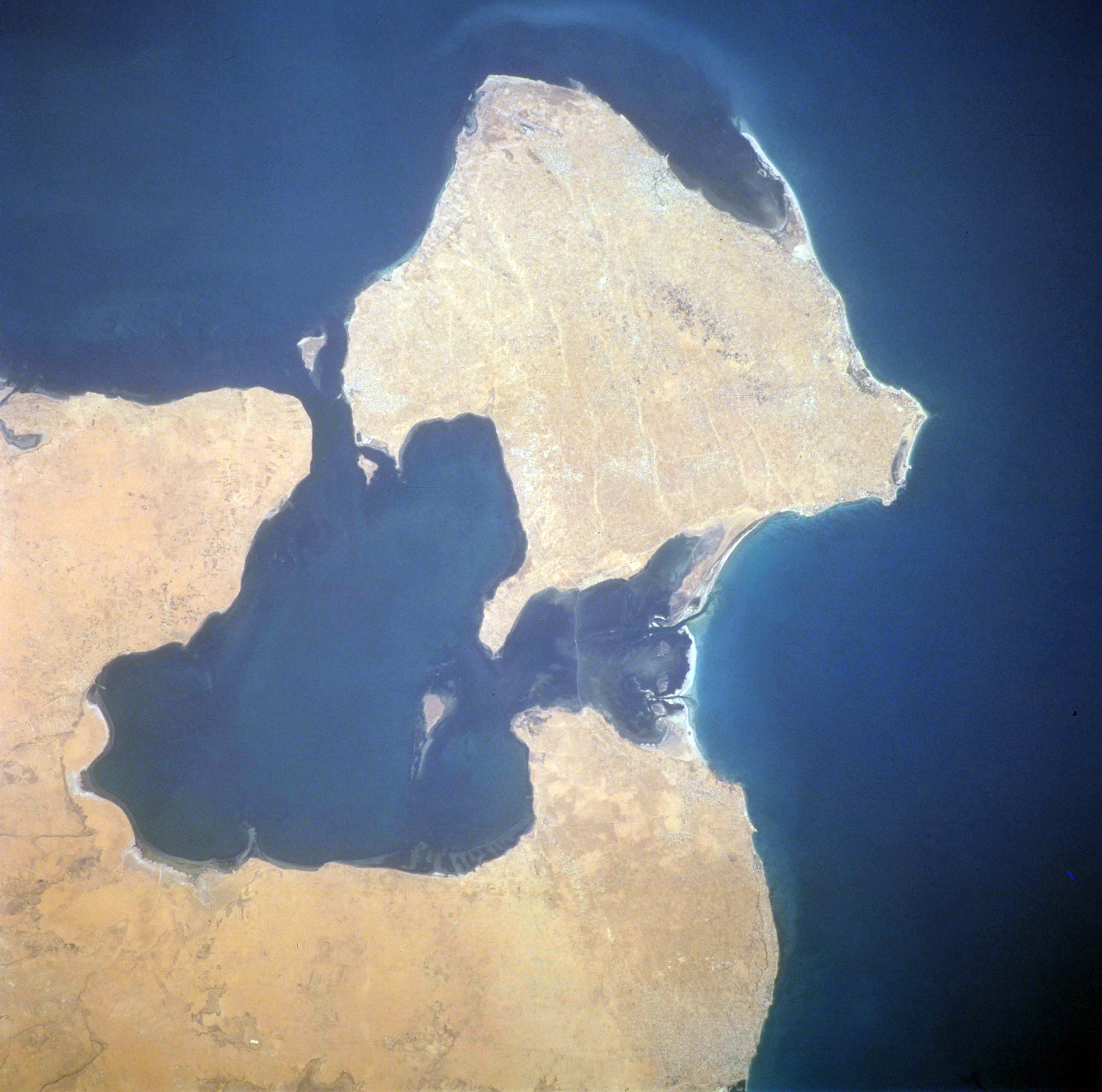
衛星写真

ジェルバ島（アラビア語: جزيرة جربة、Djerba）は、チュニジアの島。チュニジア南部、ガベス湾内にある北アフリカでもっとも大きな島で、リビアとの国境に近くに浮かぶ。人口12万人。中心都市はフーム・スーク（フーミット・エル＝スーク）である。

## 概要
オデュッセウスが上陸した島であるとされる。紀元前587年頃からカルタゴ人が数度来訪した。エルサレム神殿破壊後、多くのユダヤ人が島へ避難してきた。ローマ人が島に都市と商業港を数カ所建設し、農業を発展させた。キリスト教徒、ヴァンダル族、東ローマ帝国、アラブ人に次々と征服されたジェルバ島は、1960年代以降は人気のある観光地となった。ジェルバ島はイスラエル建国以後、チュニジア国内で最大のユダヤ教徒コミュニティとなっている。また、チュニジア国内でも数少ない、ベルベル語が話される地域でもある。
島はガベス湾の南東部に位置し、南東部と南西部の2ヶ所は本土に近接するため、南側はブグララ湾という支湾となる。島はオオフラミンゴ、ヘラサギ、シロチドリ、イシチドリなどの渡り鳥の生息地であり、南東部のローマ時代遺跡のメニンクス周辺、南西部のアジム周辺および北部のラス・ルマルという砂嘴周辺はラムサール条約登録地である。
本土とは島南西部との間をフェリーが往復し、所要時間は約15分である。島の南東端は本土と7kmほどしか離れておらず、古代ローマ時代には本土とつながっていた。現在は島南東のエル・カンタラと本土との間に橋が架かっている。

## 由来
古代よりジェルバの名は伝説によって知られていた。ホメロスの『オデュッセイア』において、この島はロートファゴイ（ハス食い人、Λωτοφαγῖτις）がいたと記されている。島は3世紀までいくつかの名で呼ばれた。偽スキュラクスのペリプルスは『ブラキオン』（Βραχείων）と呼び、ヘロドトスはフラ（Phlâ）、ポリュビオスとテオプラストス、ラテン語の著述者たちはメニンクス（Meninx）と呼んだ。

## 気候
ジェルバ島は地中海性気候であるが、地中海とサハラ砂漠からの空気が混じり合う交差路にあたるため、半乾燥気候の傾向がある。年間の平均気温は19.8℃、月平均最高気温は30℃を超えず、月平均最低気温は8℃を下回らない。夏に最高気温32.7℃を記録したが海上からの微風で熱気が下げられ、一方で冬には、月平均最高気温が12℃となる。

## 住民・文化
民族的にはアラブ、ベルベル、アフリカ系の住人で構成され、宗教的にはユダヤ教、スンニ派ムスリム、イバード派ムスリムが存在する。これらの諸民族、諸宗派が生業によってコミュニティを形成し、モザイク状に棲み分けを行っている。生業は農業、漁業などの一次産業が盛んだが、ユダヤ教徒コミュニティは商業、銀の加工などの手工業を専らとしている。
文化的な特色のひとつに、大家族が生活するメンゼルと呼ばれる居住形態がある。メンゼルはローマ時代の砦に由来する強固な構造の屋敷であり、ジェルバ島のコミュニティは数戸のメンゼルの統合体によって成り立っている。
フーム・スークにあるエル・グリーバシナゴーグは、2つの伝説によって世界的なユダヤ教徒の巡礼地となっている。一つ目の伝説はエルグリーバの縁起にまつわる伝説であり、紀元前586年の第一次ディアスポラによってジェルバ島にたどり着いたユダヤ教徒が、海岸にソロモン神殿の石材の一部が漂着しているのを発見し、シナゴーグを建設する事になったが建設場所に関して論争になった。論争は長引いたが、過越の祭の二日目に空から聖石が降ってきて、その場所に石材を置いてみたところエルサレムへの道が見えたという。もう一つの伝説は、人種不明の乙女の遺体が漂着したという土着の希人伝説であり、同様の聖所伝説は他の宗教コミュニティにも存在する。

## 世界遺産
この水がほとんどない島には9世紀頃の入植者による開発の痕跡があり、低密度の集落と複雑な道路網により、生活様式を過酷な自然環境に適応させた独特な入植形態が見られる。2023年に国際連合教育科学文化機関 (UNESCO) の世界遺産リストに登録された。チュニジアの世界遺産の新規登録はドゥッガ/トゥッガ（1997年登録）以来となる。

### 登録基準
この世界遺産は世界遺産登録基準のうち、以下の条件を満たし、登録された（以下の基準は世界遺産センター公表の登録基準からの翻訳、引用である）。
- (5) ある文化（または複数の文化）を代表する伝統的集落、あるいは陸上ないし海上利用の際立った例。もしくは特に不可逆的な変化の中で存続が危ぶまれている人と環境の関わりあいの際立った例。

## 交通
- ジェルバ＝ザルジス国際空港